# フォリニャーノ
フォリニャーノ（伊: Folignano）は、イタリア共和国マルケ州アスコリ・ピチェーノ県にある、人口約8,800人の基礎自治体（コムーネ）。

## 地理

### 位置・広がり
アスコリ・ピチェーノ県のコムーネ。県都アスコリ・ピチェーノから南東へ6kmの距離にある。

#### 隣接コムーネ
隣接するコムーネは以下の通り。括弧内のTEはテーラモ県所属を示す。
- アスコリ・ピチェーノ
- チヴィテッラ・デル・トロント (TE)
- マルティニャーノ
- サンテジーディオ・アッラ・ヴィブラータ (TE)

### 気候分類・地震分類
フォリニャーノにおけるイタリアの気候分類 (it) および度日は、zona D, 2013 GGである。
また、イタリアの地震リスク階級 (it) では、zona 2 (sismicità media) に分類される。

## 行政

### 分離集落
フォリニャーノには、以下の分離集落（フラツィオーネ）がある。
- Case di Coccia, Castel Folignano, Piane di Morro, Sant'Antonio, San Benedetto, San Cipriano, Villa Pigna